# Hellamaa (Muhu)
Koordinaten: 58° 37′ N, 23° 18′ O

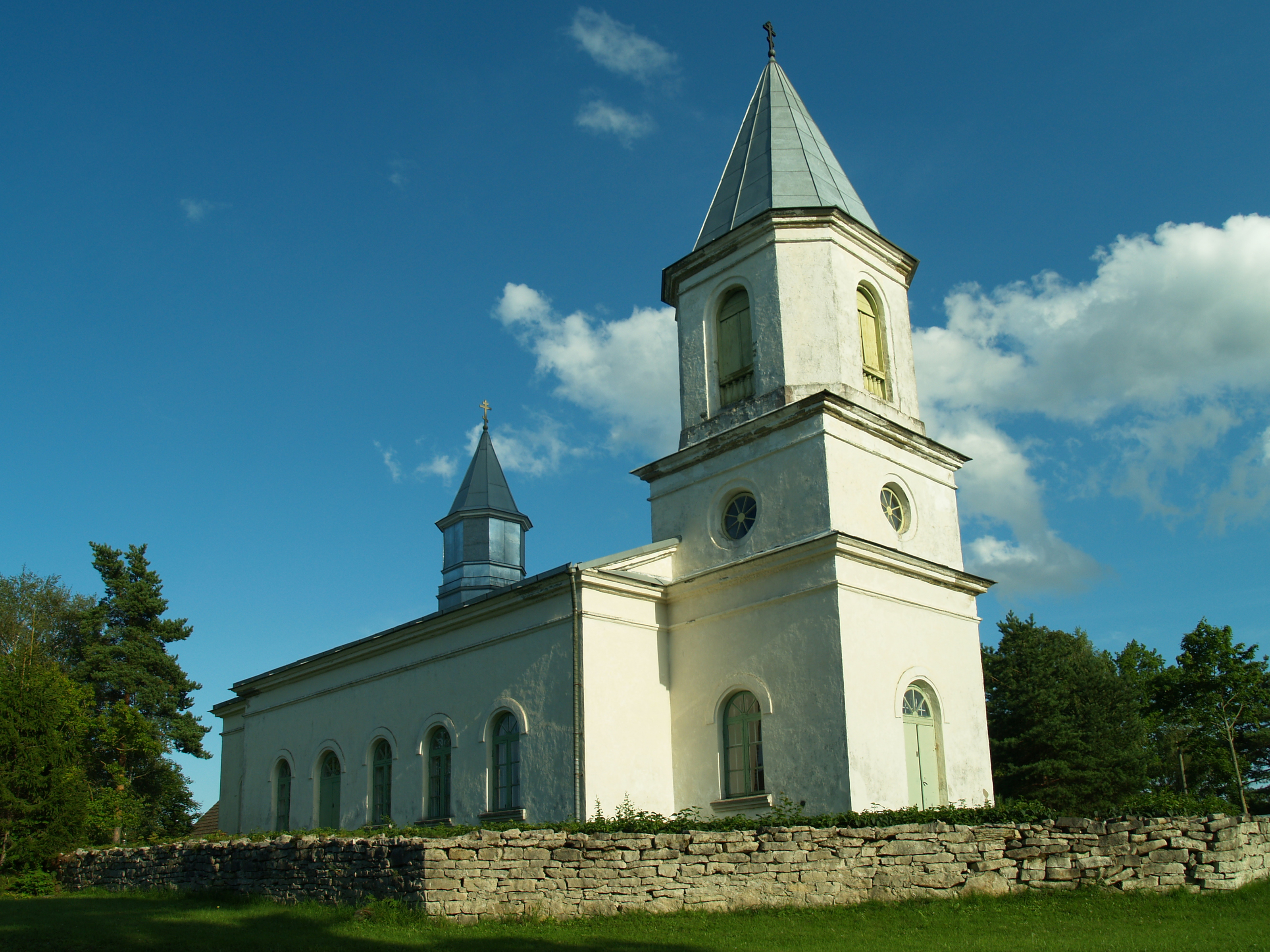
Orthodoxe Kirche

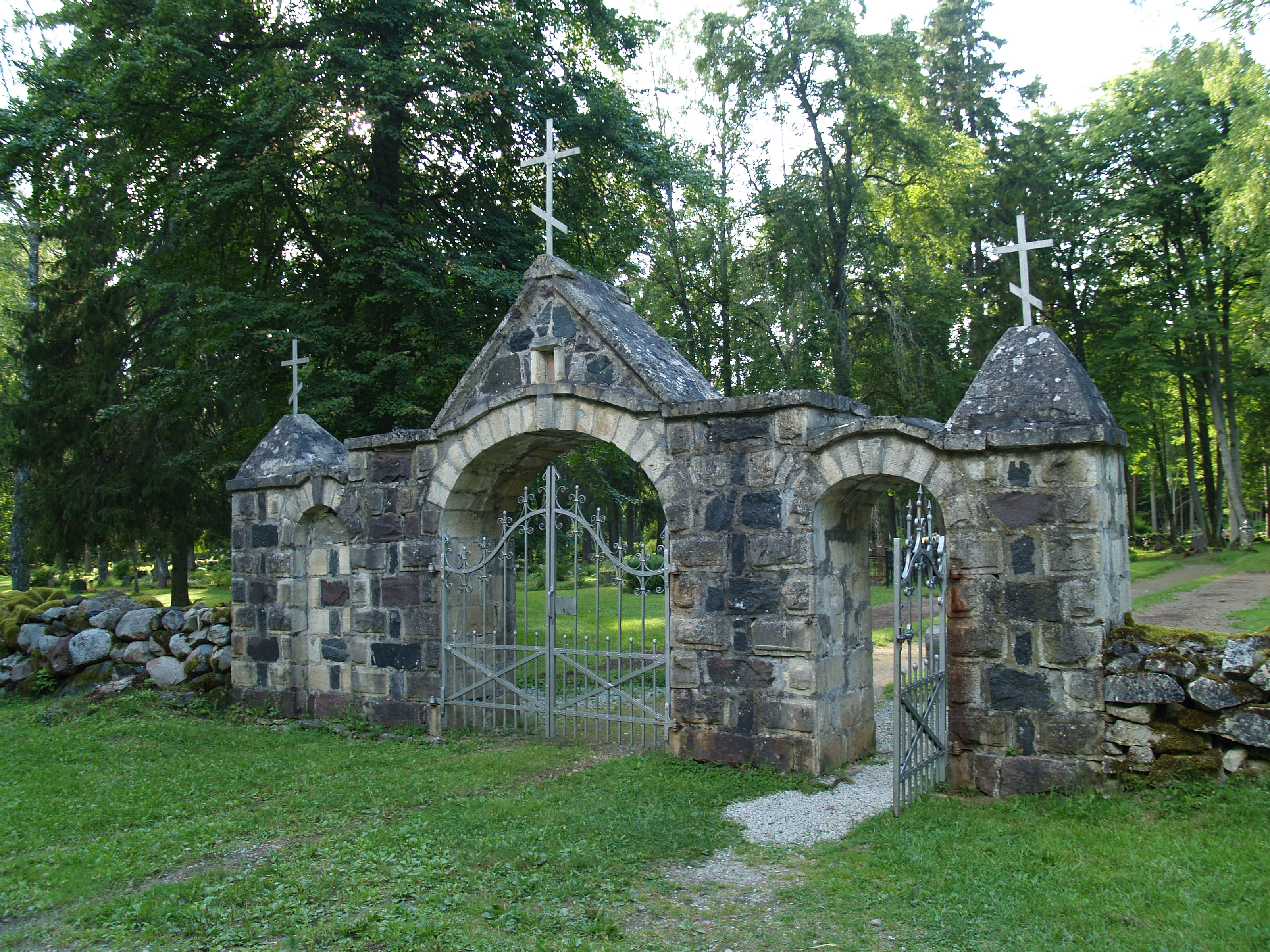
Haupteingang des Friedhofs

Hellamaa (deutsch Hellama) ist ein Dorf (estnisch küla) auf der drittgrößten estnischen Insel Muhu. Es gehört zur gleichnamigen Landgemeinde (Muhu vald) im Kreis Saare (Saare maakond).

## Beschreibung
Der Ort liegt im Osten der Insel. Er hat 115 Einwohner (Stand 31. Dezember 2011).
Hellemaa bietet die Möglichkeit für Reiterferien auf dem Bauernhof.

## Orthodoxe Kirche
In Hellamaa befindet sich eine der beiden orthodoxen Kirchen auf Muhu. Sie untersteht der Estnischen Apostolisch-Orthodoxen Kirche (EAÕK).
Die Peter-und-Paul-Kirche wurde 1866 erbaut. Sie erinnert in ihrer schlichten Art stark an die Bauweise lutherischer Kirchen. Das Projekt des Architekten A. Edelson ist eine Kopie der zwei Jahre zuvor errichteten orthodoxen Kirche von Ļaudona. Die gleichen Gotteshäuser wurden auch in Lelle und Vändra erbaut.
In der Kirche erinnert eine Gedenktafel an den Geistlichen Hermann Aav (1878–1961). Er wurde in Hellamaa geboren und war von 1925 bis 1960 Erzbischof der orthodoxen Kirche Finnlands.
Einige Meter von der Kirche entfernt befindet sich am Waldrand der Friedhof des Ortes.

## Söhne und Töchter des Ortes
In Hellamaa wurde 1962 der estnische Komponist und Saxophonist Villu Veski geboren.